# Пидинг
Пидинг (нем. Piding) — община  в Германии, в Республике Бавария. 
Подчиняется административному округу Верхняя Бавария. Входит в состав района Берхтесгаденер-Ланд.  Население составляет 5244 человека (на 31 декабря 2010 года). Занимает площадь 17,55 км². Региональный шифр  —  09 1 72 128. Местные регистрационные номера транспортных средств (коды автомобильных номеров) (нем. Kraftfahrzeugkennzeichen) — BGL.
На территории общины располагается замок Штауфенек.

## Население
По оценке на 31 декабря 2015 года население общины составляет 5384 человек.
| Дата      | 1840 | 1871 | 1900 | 1925 | 1939 | 1950 | 1961 | 1970 | 1987 | 2011 |
| --------- | ---- | ---- | ---- | ---- | ---- | ---- | ---- | ---- | ---- | ---- |
| Население | 586  | 578  | 822  | 930  | 1181 | 2560 | 2977 | 3283 | 4213 | 5140 |

| Год       | 1960 | 1970 | 1980 | 1990 | 2000 | 2009 | 2010 | 2011 | 2012 | 2013 | 2014 | 2015 |
| --------- | ---- | ---- | ---- | ---- | ---- | ---- | ---- | ---- | ---- | ---- | ---- | ---- |
| Население | 2538 | 3352 | 3644 | 4518 | 5151 | 5254 | 5244 | 5133 | 5183 | 5238 | 5328 | 5384 |